# Аберкънон
Аберкъ̀нон (на уелски: Abercynon) е село в Южен Уелс, графство Ронда Кънън Таф. Разположено е около река Кънон. Намира се на около 5 km на север от град Понтъприд и на около 20 km също на север от столицата Кардиф. Има жп гара. Населението му е 6439 жители (по приблизителна оценка от юни 2017 г.).